# Johnny Cash/Diskografie
Diese Diskografie ist eine Übersicht über die musikalischen Werke des US-amerikanischen Country-Sängers Johnny Cash, einem der produktivsten Künstler der Country-Musik. Er arbeitete mit vielen verschiedenen Musikern zusammen und erhielt zahlreiche Preise und Auszeichnungen. Den Quellenangaben zufolge hat er bisher mehr als 90 Millionen Tonträger verkauft, davon alleine in seiner Heimat über 26,5 Millionen, damit zählt er zu den Interpreten mit den meisten verkauften Tonträgern weltweit. Seine erfolgreichste Veröffentlichung ist das Album The Essential Johnny Cash mit über 3,4 Millionen verkauften Einheiten.

## Alben

### Studioalben
| Jahr | Titel                                        | Höchstplatzierung, Gesamtwochen, AuszeichnungChartplatzierungen (Jahr, Titel, Platzierungen, Wochen, Auszeichnungen, Anmerkungen) | Höchstplatzierung, Gesamtwochen, AuszeichnungChartplatzierungen (Jahr, Titel, Platzierungen, Wochen, Auszeichnungen, Anmerkungen) | Höchstplatzierung, Gesamtwochen, AuszeichnungChartplatzierungen (Jahr, Titel, Platzierungen, Wochen, Auszeichnungen, Anmerkungen) | Höchstplatzierung, Gesamtwochen, AuszeichnungChartplatzierungen (Jahr, Titel, Platzierungen, Wochen, Auszeichnungen, Anmerkungen) | Höchstplatzierung, Gesamtwochen, AuszeichnungChartplatzierungen (Jahr, Titel, Platzierungen, Wochen, Auszeichnungen, Anmerkungen) | Höchstplatzierung, Gesamtwochen, AuszeichnungChartplatzierungen (Jahr, Titel, Platzierungen, Wochen, Auszeichnungen, Anmerkungen) | Anmerkungen                                                |
| Jahr | Titel                                        | DE | AT | CH | UK | US | Country | Anmerkungen                                                |
| ---- | -------------------------------------------- | --- | --- | --- | --- | --- | --- | ---------------------------------------------------------- |
| 1959 | The Fabulous Johnny Cash                     | — | — | — | — | US19 (11 Wo.)US | — | Erstveröffentlichung: 1959                                 |
| 1963 | Blood, Sweat and Tears                       | — | — | — | — | US80 (15 Wo.)US | — | Erstveröffentlichung: 1963                                 |
| 1963 | Ring of Fire: The Best of Johnny Cash        | — | — | — | — | US26 Gold · (68 Wo.)US | Country1 (32 Wo.)Country | Erstveröffentlichung: Juli 1963 Verkäufe: 500.000          |
| 1964 | I Walk the Line                              | — | — | — | UK— SilberUK | US53 Gold · (23 Wo.)US | Country1 (42 Wo.)Country | Erstveröffentlichung: Mai 1964 Verkäufe: 560.000           |
| 1964 | Bitter Tears: Ballads of the American Indian | — | — | — | — | US47 (13 Wo.)US | Country2 (20 Wo.)Country | Erstveröffentlichung: 1. Oktober 1964                      |
| 1965 | Orange Blossom Special                       | — | — | — | — | US49 (13 Wo.)US | Country3 (14 Wo.)Country | Erstveröffentlichung: März 1965                            |
| 1966 | Everybody Loves a Nut                        | — | — | — | UK28 (1 Wo.)UK | US88 (9 Wo.)US | Country5 (13 Wo.)Country | Erstveröffentlichung: 1966                                 |
| 1966 | Happiness Is You                             | — | — | — | — | — | Country10 (26 Wo.)Country | Erstveröffentlichung: 1966                                 |
| 1967 | Carryin’ On with Johnny Cash & June Carter   | — | — | — | — | US194 (3 Wo.)US | Country5 (17 Wo.)Country | Erstveröffentlichung: 1967                                 |
| 1968 | From Sea to Shining Sea                      | — | — | — | UK40 (1 Wo.)UK | — | Country9 (14 Wo.)Country | Erstveröffentlichung: 1968                                 |
| 1969 | Get Rhythm                                   | — | — | — | — | US164 (6 Wo.)US | Country30 (9 Wo.)Country | Erstveröffentlichung: 1969                                 |
| 1969 | Story Songs of the Trains and Rivers         | — | — | — | — | US197 (2 Wo.)US | Country2 (24 Wo.)Country | Erstveröffentlichung: 1969                                 |
| 1970 | Hello, I’m Johnny Cash                       | — | — | — | UK6 (19 Wo.)UK | US6 Gold · (30 Wo.)US | Country1 (38 Wo.)Country | Erstveröffentlichung: 1970 Verkäufe: 500.000               |
| 1970 | Showtime                                     | — | — | — | — | US181 (4 Wo.)US | Country14 (19 Wo.)Country | Erstveröffentlichung: 1970                                 |
| 1970 | The Singing Storyteller                      | — | — | — | — | US186 (3 Wo.)US | Country45 (2 Wo.)Country | Erstveröffentlichung: 1970                                 |
| 1971 | Man in Black                                 | — | — | — | UK18 (7 Wo.)UK | US56 (12 Wo.)US | Country1 (29 Wo.)Country | Erstveröffentlichung: 1971                                 |
| 1972 | A Thing Called Love                          | — | — | — | UK8 (11 Wo.)UK | US112 (9 Wo.)US | Country2 (24 Wo.)Country | Erstveröffentlichung: 1972                                 |
| 1972 | America: A 200-Year Salute in Story and Song | — | — | — | — | US176 (7 Wo.)US | Country3 (19 Wo.)Country | Erstveröffentlichung: 1972                                 |
| 1972 | International Superstar                      | DE41 (1 Wo.)DE | — | — | — | — | — | Erstveröffentlichung: 1972                                 |
| 1973 | Any Old Wind That Blows                      | — | — | — | — | US188 (4 Wo.)US | Country5 (14 Wo.)Country | Erstveröffentlichung: 1973                                 |
| 1973 | Johnny Cash and His Woman                    | — | — | — | — | — | Country32 (15 Wo.)Country | Erstveröffentlichung: August 1973                          |
| 1974 | Ragged Old Flag                              | — | — | — | — | — | Country16 (11 Wo.)Country | Erstveröffentlichung: 5. April 1974                        |
| 1974 | The Junkie and the Juicehead Minus Me        | — | — | — | — | — | Country48 (4 Wo.)Country | Erstveröffentlichung: September 1974                       |
| 1975 | Look at Them Beans                           | — | — | — | — | — | Country38 (9 Wo.)Country | Erstveröffentlichung: September 1975                       |
| 1976 | One Piece at a Time                          | — | — | — | UK49 (4 Wo.)UK | US185 (2 Wo.)US | Country2 (15 Wo.)Country | Erstveröffentlichung: 1976                                 |
| 1977 | The Last Gunfighter Ballad                   | — | — | — | — | — | Country29 (7 Wo.)Country | Erstveröffentlichung: Januar 1977                          |
| 1977 | The Rambler                                  | — | — | — | — | — | Country31 (8 Wo.)Country | Erstveröffentlichung: Juli 1977                            |
| 1978 | I Would Like to See You Again                | — | — | — | — | — | Country23 (14 Wo.)Country | Erstveröffentlichung: April 1978                           |
| 1979 | Silver                                       | — | — | — | — | — | Country28 (10 Wo.)Country | Erstveröffentlichung: 30. Mai 1979                         |
| 1981 | One Piece at a Time                          | — | — | — | — | — | Country24 (12 Wo.)Country | Erstveröffentlichung: Juni 1981                            |
| 1987 | Johnny Cash Is Coming to Town                | — | — | — | — | — | Country36 (26 Wo.)Country | Erstveröffentlichung: 13. April 1987                       |
| 1988 | Water from the Wells of Home                 | — | — | — | — | — | Country48 (22 Wo.)Country | Erstveröffentlichung: Mai 1988                             |
| 1991 | The Mystery of Life                          | — | — | — | — | — | Country67 (1 Wo.)Country | Erstveröffentlichung: März 1991                            |
| 1994 | American Recordings                          | — | — | — | UK— SilberUK | US110 (9 Wo.)US | Country23 (22 Wo.)Country | Erstveröffentlichung: November 1994 Verkäufe: 60.000       |
| 1996 | Unchained                                    | DE96 (1 Wo.)DE | — | — | — | US170 (2 Wo.)US | Country26 (22 Wo.)Country | Erstveröffentlichung: November 1996                        |
| 2000 | American III: Solitary Man                   | DE63 (11 Wo.)DE | — | — | UK— SilberUK | US88 (4 Wo.)US | Country11 (27 Wo.)Country | Erstveröffentlichung: Oktober 2000 Verkäufe: 60.000        |
| 2002 | American IV: The Man Comes Around            | DE18 Platin · (27 Wo.)DE | AT25 (12 Wo.)AT | CH40 (3 Wo.)CH | UK40 Platin · (6 Wo.)UK | US22 Platin · (62 Wo.)US | Country2 (104 Wo.)Country | Erstveröffentlichung: 5. November 2002 Verkäufe: 2.100.000 |
| 2003 | Unearthed                                    | DE99 (1 Wo.)DE | — | — | — | US— GoldUS | Country33 (12 Wo.)Country | Erstveröffentlichung: 25. November 2003 Verkäufe: 500.000  |
| 2006 | American V: A Hundred Highways               | DE7 Gold · (13 Wo.)DE | AT8 (9 Wo.)AT | CH16 (8 Wo.)CH | UK9 Gold · (10 Wo.)UK | US1 Gold · (17 Wo.)US | Country1 (42 Wo.)Country | Erstveröffentlichung: 4. Juli 2006 Verkäufe: 785.000       |
| 2010 | American VI: Ain’t No Grave                  | DE3 (13 Wo.)DE | AT1 (11 Wo.)AT | CH10 (9 Wo.)CH | UK9 Silber · (5 Wo.)UK | US3 (11 Wo.)US | Country2 (63 Wo.)Country | Erstveröffentlichung: 23. Februar 2010 Verkäufe: 60.000    |
| 2014 | Out Among the Stars                          | DE4 (9 Wo.)DE | AT2 (9 Wo.)AT | CH1 Gold · (18 Wo.)CH | UK4 Silber · (13 Wo.)UK | US3 (13 Wo.)US | Country1 (26 Wo.)Country | Erstveröffentlichung: 25. März 2014 Verkäufe: 75.000       |
| 2024 | Songwriter                                   | DE4 (4 Wo.)DE | AT5 (4 Wo.)AT | CH6 (2 Wo.)CH | UK42 (1 Wo.)UK | US92 (1 Wo.)US | Country23 (… Wo.)Country | Erstveröffentlichung: 28. Juni 2024                        |

grau schraffiert: keine Chartdaten aus diesem Jahr verfügbar
Weitere Studioalben
| - 1957: Johnny Cash With His Hot and Blue Guitar - 1958: Sings the Songs That Made Him Famous - 1959: Greatest! - 1959: Hymns by Johnny Cash - 1959: Songs of Our Soil - 1960: Sings Hank Williams - 1960: Ride This Train - 1960: Now, There Was a Song! - 1960: The Headliners, Vol II - 1961: Now Here’s Johnny Cash - 1961: The Lure of the Grand Canyon - 1962: All Aboard the Blue Train - 1962: Hymns from the Heart - 1962: The Sound of Johnny Cash - 1964: The Original Sun Sound of Johnny Cash - 1965: Sings the Ballads of the True West - 1968: Heart of Cash - 1970: Johnny Cash: The Legend | - 1970: The Rough Cut King of Country Music - 1970: Sunday Down South - 1971: Johnny Cash: The Man, His World, His Music (US: Gold) - 1971: Original Golden Hits, Volume III - 1975: The Johnny Cash Children’s Album - 1975: Sings Precious Memories - 1975: John R. Cash - 1978: Gone Girl - 1980: Rockabilly Blues - 1981: The Baron - 1982: The Adventures of Johnny Cash - 1983: Johnny 99 - 1985: Rainbow - 1987: Johnny Cash Is Coming to Town - 1988: Classic Cash: Hall of Fame Series - 1988: Water from the Wells of Home - 1990: Boom Chicka Boom - 1991: The Mystery of Life |

### Gemeinschaftsalben
| Jahr | Titel                                         | Höchstplatzierung, Gesamtwochen, AuszeichnungChartplatzierungen (Jahr, Titel, Platzierungen, Wochen, Auszeichnungen, Anmerkungen) | Höchstplatzierung, Gesamtwochen, AuszeichnungChartplatzierungen (Jahr, Titel, Platzierungen, Wochen, Auszeichnungen, Anmerkungen) | Höchstplatzierung, Gesamtwochen, AuszeichnungChartplatzierungen (Jahr, Titel, Platzierungen, Wochen, Auszeichnungen, Anmerkungen) | Höchstplatzierung, Gesamtwochen, AuszeichnungChartplatzierungen (Jahr, Titel, Platzierungen, Wochen, Auszeichnungen, Anmerkungen) | Höchstplatzierung, Gesamtwochen, AuszeichnungChartplatzierungen (Jahr, Titel, Platzierungen, Wochen, Auszeichnungen, Anmerkungen) | Höchstplatzierung, Gesamtwochen, AuszeichnungChartplatzierungen (Jahr, Titel, Platzierungen, Wochen, Auszeichnungen, Anmerkungen) | Anmerkungen                                                                        |
| Jahr | Titel                                         | DE | AT | CH | UK | US | Country | Anmerkungen                                                                        |
| ---- | --------------------------------------------- | --- | --- | --- | --- | --- | --- | ---------------------------------------------------------------------------------- |
| 1982 | The Survivors Live                            | — | — | — | — | US92 (35 Wo.)US | Country21 (13 Wo.)Country | Erstveröffentlichung: April 1982 mit Carl Perkins & Jerry Lee Lewis                |
| 1985 | Highwayman                                    | — | — | — | — | US92 Platin · (35 Wo.)US | Country1 (66 Wo.)Country | Erstveröffentlichung: Mai 1985 mit The Highwayman Verkäufe: 1.000.000              |
| 1986 | Class of ’55                                  | — | — | — | — | US87 (12 Wo.)US | Country15 (25 Wo.)Country | Erstveröffentlichung: 26. Mai 1986 mit Jerry Lee Lewis, Roy Orbison & Carl Perkins |
| 1986 | Heroes                                        | — | — | — | — | — | Country13 (19 Wo.)Country | Erstveröffentlichung: Juni 1986 mit Waylon Jennings                                |
| 1990 | Highwayman 2                                  | — | — | — | — | US79 (13 Wo.)US | Country4 (47 Wo.)Country | Erstveröffentlichung: 9. Februar 1990 mit The Highwayman                           |
| 1995 | The Road Goes On Forever                      | — | — | — | — | — | Country33 (8 Wo.)Country | Erstveröffentlichung: 4. April 1995 mit The Highwayman                             |
| 1998 | VH1 Storytellers: Johnny Cash & Willie Nelson | — | — | — | — | US56 (48 Wo.)US | Country25 (17 Wo.)Country | Erstveröffentlichung: 9. Juni 1998 mit Willie Nelson                               |
| 2013 | Every Song Tells A Story                      | — | — | — | — | — | Country54 (30 Wo.)Country | Charteintritt: 29. Juni 2013 mit Willie Nelson                                     |

grau schraffiert: keine Chartdaten aus diesem Jahr verfügbar

### Gospelalben
| Jahr | Titel                           | Höchstplatzierung, Gesamtwochen, AuszeichnungChartplatzierungen (Jahr, Titel, Platzierungen, Wochen, Auszeichnungen, Anmerkungen) | Höchstplatzierung, Gesamtwochen, AuszeichnungChartplatzierungen (Jahr, Titel, Platzierungen, Wochen, Auszeichnungen, Anmerkungen) | Höchstplatzierung, Gesamtwochen, AuszeichnungChartplatzierungen (Jahr, Titel, Platzierungen, Wochen, Auszeichnungen, Anmerkungen) | Höchstplatzierung, Gesamtwochen, AuszeichnungChartplatzierungen (Jahr, Titel, Platzierungen, Wochen, Auszeichnungen, Anmerkungen) | Höchstplatzierung, Gesamtwochen, AuszeichnungChartplatzierungen (Jahr, Titel, Platzierungen, Wochen, Auszeichnungen, Anmerkungen) | Höchstplatzierung, Gesamtwochen, AuszeichnungChartplatzierungen (Jahr, Titel, Platzierungen, Wochen, Auszeichnungen, Anmerkungen) | Anmerkungen                         |
| Jahr | Titel                           | DE | AT | CH | UK | US | Country | Anmerkungen                         |
| ---- | ------------------------------- | --- | --- | --- | --- | --- | --- | ----------------------------------- |
| 1969 | The Holy Land                   | — | — | — | — | US54 (20 Wo.)US | Country6 (25 Wo.)Country | Erstveröffentlichung: Januar 1969   |
| 1973 | The Gospel Road                 | — | — | — | — | — | Country12 (14 Wo.)Country | Erstveröffentlichung: April 1973    |
| 1979 | A Believer Sings the Truth      | — | — | — | — | — | Country43 (6 Wo.)Country | Erstveröffentlichung: Dezember 1979 |
| 2004 | My Mother’s Hymn Book           | — | AT54 (3 Wo.)AT | — | — | US194 (1 Wo.)US | Country27 (15 Wo.)Country | Erstveröffentlichung: 6. April 2004 |
| 2009 | The Gospel Music Of Johnny Cash | — | — | — | — | — | Country56 (3 Wo.)Country | Charteintritt: 24. Januar 2009      |

grau schraffiert: keine Chartdaten aus diesem Jahr verfügbar
Weitere Gospelalben
- 1984: I Believe
- 1986: Believe in Him
- 1992: Return to the Promised Land

### Livealben
| Jahr | Titel                    | Höchstplatzierung, Gesamtwochen, AuszeichnungChartplatzierungen (Jahr, Titel, Platzierungen, Wochen, Auszeichnungen, Anmerkungen) | Höchstplatzierung, Gesamtwochen, AuszeichnungChartplatzierungen (Jahr, Titel, Platzierungen, Wochen, Auszeichnungen, Anmerkungen) | Höchstplatzierung, Gesamtwochen, AuszeichnungChartplatzierungen (Jahr, Titel, Platzierungen, Wochen, Auszeichnungen, Anmerkungen) | Höchstplatzierung, Gesamtwochen, AuszeichnungChartplatzierungen (Jahr, Titel, Platzierungen, Wochen, Auszeichnungen, Anmerkungen) | Höchstplatzierung, Gesamtwochen, AuszeichnungChartplatzierungen (Jahr, Titel, Platzierungen, Wochen, Auszeichnungen, Anmerkungen) | Höchstplatzierung, Gesamtwochen, AuszeichnungChartplatzierungen (Jahr, Titel, Platzierungen, Wochen, Auszeichnungen, Anmerkungen) | Anmerkungen                                            |
| Jahr | Titel                    | DE | AT | CH | UK | US | Country | Anmerkungen                                            |
| ---- | ------------------------ | --- | --- | --- | --- | --- | --- | ------------------------------------------------------ |
| 1968 | At Folsom Prison         | — | — | — | UK7 Gold · (43 Wo.)UK | US13 ×3Dreifachplatin · (124 Wo.)US                                                                                               | Country1 (92 Wo.)Country | Erstveröffentlichung: Mai 1968 Verkäufe: 3.200.000     |
| 1969 | At San Quentin           | — | — | — | UK2 Gold · (107 Wo.)UK | US1 ×3Dreifachplatin · (70 Wo.)US                                                                                                 | Country1 (55 Wo.)Country | Erstveröffentlichung: 4. Juni 1969 Verkäufe: 3.277.500 |
| 1970 | The Johnny Cash Show     | — | — | — | UK18 (6 Wo.)UK | US44 Gold · (18 Wo.)US | Country1 (32 Wo.)Country | Erstveröffentlichung: Oktober 1970 Verkäufe: 500.000   |
| 1976 | Strawberry Cake          | — | — | — | — | — | Country33 (8 Wo.)Country | Erstveröffentlichung: März 1976                        |
| 2002 | At Madison Square Garden | — | — | — | — | US196 (3 Wo.)US | Country39 (8 Wo.)Country | Erstveröffentlichung: 27. August 2002                  |
| 2020 | A Night to Remember      | — | — | — | — | — | — | Erstveröffentlichung: 31. Juli 2020                    |

grau schraffiert: keine Chartdaten aus diesem Jahr verfügbar
Weitere Livealben
- 1973: På Österåker
- 1983: Koncert V Praze

### Kompilationen
| Jahr | Titel                                                                               | Höchstplatzierung, Gesamtwochen, AuszeichnungChartplatzierungen (Jahr, Titel, Platzierungen, Wochen, Auszeichnungen, Anmerkungen) | Höchstplatzierung, Gesamtwochen, AuszeichnungChartplatzierungen (Jahr, Titel, Platzierungen, Wochen, Auszeichnungen, Anmerkungen) | Höchstplatzierung, Gesamtwochen, AuszeichnungChartplatzierungen (Jahr, Titel, Platzierungen, Wochen, Auszeichnungen, Anmerkungen) | Höchstplatzierung, Gesamtwochen, AuszeichnungChartplatzierungen (Jahr, Titel, Platzierungen, Wochen, Auszeichnungen, Anmerkungen) | Höchstplatzierung, Gesamtwochen, AuszeichnungChartplatzierungen (Jahr, Titel, Platzierungen, Wochen, Auszeichnungen, Anmerkungen) | Höchstplatzierung, Gesamtwochen, AuszeichnungChartplatzierungen (Jahr, Titel, Platzierungen, Wochen, Auszeichnungen, Anmerkungen) | Anmerkungen                                                |
| Jahr | Titel                                                                               | DE | AT | CH | UK | US | Country | Anmerkungen                                                |
| ---- | ----------------------------------------------------------------------------------- | --- | --- | --- | --- | --- | --- | ---------------------------------------------------------- |
| 1965 | Mean as Hell!                                                                       | — | — | — | — | — | Country4 (18 Wo.)Country | Erstveröffentlichung: März 1965                            |
| 1967 | Johnny Cash’s Greatest Hits                                                         | — | — | — | UK19 (26 Wo.)UK | US82 ×2Doppelplatin · (71 Wo.)US                                                                                                  | Country1 (51 Wo.)Country | Erstveröffentlichung: Juli 1969 Verkäufe: 2.100.000        |
| 1968 | The Johnny Cash Show                                                                | — | — | — | UK37 (2 Wo.)UK | US— GoldUS | — | Erstveröffentlichung: Juni 1968                            |
| 1969 | Original Golden Hits, Volume I                                                      | — | — | — | — | — | Country4 (20 Wo.)Country | Erstveröffentlichung: 1969                                 |
| 1970 | The World of Johnny Cash                                                            | — | — | — | UK5 (23 Wo.)UK | US54 Gold · (34 Wo.)US | Country2 (38 Wo.)Country | Erstveröffentlichung: 1970 Verkäufe: 500.000               |
| 1970 | Original Golden Hits, Volume II                                                     | — | — | — | — | — | Country3 (33 Wo.)Country | Erstveröffentlichung: 1970                                 |
| 1971 | The Johnny Cash Collection: Greatest Hits Volume II                                 | — | — | — | — | US94 Platin · (8 Wo.)US | Country2 (38 Wo.)Country | Erstveröffentlichung: 1971 Verkäufe: 1.000.000             |
| 1971 | Star Portrait                                                                       | DE15 (12 Wo.)DE | — | — | UK16 (7 Wo.)UK | — | — | Erstveröffentlichung: 1971                                 |
| 1972 | The Johnny Cash Songbook                                                            | — | — | — | — | — | Country43 (2 Wo.)Country | Erstveröffentlichung: 1972                                 |
| 1972 | Sunday Morning Coming Down                                                          | — | — | — | — | — | Country35 (9 Wo.)Country | Erstveröffentlichung: 1972                                 |
| 1974 | Five Feet High and Rising                                                           | — | — | — | — | — | Country33 (4 Wo.)Country | Erstveröffentlichung: 1974                                 |
| 1978 | Greatest Hits, Vol. 3                                                               | — | — | — | — | — | Country49 (2 Wo.)Country | Erstveröffentlichung: 1978                                 |
| 1978 | Itchy Feet – 20 Foot-Tappin’ Greats                                                 | — | — | — | UK36 (4 Wo.)UK | — | — | Erstveröffentlichung: 1978                                 |
| 1981 | A Free Man                                                                          | DE34 (8 Wo.)DE | — | — | — | — | — | Erstveröffentlichung: 1981                                 |
| 1991 | Johnny Cash: Patriot                                                                | — | — | — | — | — | Country67 (1 Wo.)Country | Erstveröffentlichung: 1991                                 |
| 1991 | The Best of Johnny Cash                                                             | — | — | — | — | US196 (1 Wo.)US | — | Erstveröffentlichung: 1991                                 |
| 1994 | Super Hits                                                                          | — | — | — | — | US166 Platin · (8 Wo.)US | — | Erstveröffentlichung: 1994 Verkäufe: 1.000.000             |
| 1994 | The Man in Black (The Definitive Collection)                                        | — | — | — | UK15 Silber · (12 Wo.)UK | — | — | Erstveröffentlichung: 1994                                 |
| 1999 | The Man in Black – His Greatest Hits                                                | — | — | — | UK39 (4 Wo.)UK | — | Country63 (1 Wo.)Country | Erstveröffentlichung: 1999                                 |
| 1999 | 16 Biggest Hits                                                                     | — | — | — | — | US126 ×2Doppelplatin · (4 Wo.)US                                                                                                  | Country18 (95 Wo.)Country | Erstveröffentlichung: Februar 1999 Verkäufe: 2.000.000     |
| 1999 | Hits                                                                                | — | — | — | — | — | Country75 (1 Wo.)Country | Charteintritt: 8. Mai 1999                                 |
| 2000 | Love, God and Murder                                                                | — | — | — | — | — | Country67 (1 Wo.)Country | Erstveröffentlichung: 23. Mai 2000                         |
| 2002 | The Essential Johnny Cash                                                           | — | — | CH64 (3 Wo.)CH | UK— GoldUK | US35 ×3Dreifachplatin · (35 Wo.)US                                                                                                | Country16 (240 Wo.)Country | Erstveröffentlichung: Februar 2002 Verkäufe: 3.620.000     |
| 2002 | The Legend of Johnny Cash: First Original Hits                                      | — | — | — | — | — | Country66 (2 Wo.)Country | Erstveröffentlichung: 2002                                 |
| 2002 | Johnny Cash Sings His Best: 40 Original Hits                                        | — | — | — | — | — | Country71 (1 Wo.)Country | Erstveröffentlichung: 2002                                 |
| 2002 | 20th Century Masters: The Millennium Collection                                     | — | — | — | — | — | Country47 (4 Wo.)Country | Erstveröffentlichung: 2002                                 |
| 2002 | The Heart of a Legend                                                               | — | — | — | — | — | Country49 (2 Wo.)Country | Erstveröffentlichung: 2002                                 |
| 2005 | The Complete Sun Recordings, 1955–1958                                              | — | — | — | — | — | Country52 (5 Wo.)Country | Erstveröffentlichung: 2005                                 |
| 2005 | Walking the Line: The Legendary Sun Recordings                                      | — | — | — | UK— GoldUK | — | Country44 (5 Wo.)Country | Erstveröffentlichung: 2005 Verkäufe: 100.000               |
| 2005 | The Legend                                                                          | — | — | — | — | US173 (4 Wo.)US | Country31 (38 Wo.)Country | Erstveröffentlichung: 2. August 2005                       |
| 2005 | The Legend of Johnny Cash                                                           | DE15 (15 Wo.)DE | AT10 (17 Wo.)AT | CH21 (13 Wo.)CH | UK11 ×2Doppelplatin · (54 Wo.)UK                                                                                                  | US5 ×2Doppelplatin · (269 Wo.)US                                                                                                  | Country2 (163 Wo.)Country | Erstveröffentlichung: 25. Oktober 2005 Verkäufe: 3.050.000 |
| 2006 | At Folsom Prison / At San Quentin – The 2 Classic Prison Concerts                   | — | — | CH50 (8 Wo.)CH | UK76 Gold · (4 Wo.)UK | — | — | Erstveröffentlichung: 2006                                 |
| 2006 | Golden Legends: Johnny Cash                                                         | — | — | — | — | — | Country70 (1 Wo.)Country | Erstveröffentlichung: 21. Februar 2006                     |
| 2006 | Bootleg Vol. I – Personal File                                                      | DE18 (10 Wo.)DE | AT35 (3 Wo.)AT | CH65 (1 Wo.)CH | UK84 (1 Wo.)UK | US108 (3 Wo.)US | Country22 (12 Wo.)Country | Erstveröffentlichung: 23. Mai 2006                         |
| 2006 | Walk The Line – The Very Best of Johnny Cash                                        | DE— GoldDE | — | CH45 (12 Wo.)CH | — | — | — | Erstveröffentlichung: 2006                                 |
| 2006 | JC: Johnny Cash                                                                     | — | — | — | — | US109 (3 Wo.)US | Country26 (52 Wo.)Country | Erstveröffentlichung: 2006                                 |
| 2006 | The Legend of Johnny Cash Vol. II                                                   | — | — | — | — | US144 (5 Wo.)US | Country28 (11 Wo.)Country | Erstveröffentlichung: 21. November 2006                    |
| 2007 | Cash – Ultimate Gospel                                                              | — | — | — | — | US184 (1 Wo.)US | Country34 (11 Wo.)Country | Erstveröffentlichung: 2007                                 |
| 2007 | Forever Johnny Cash                                                                 | — | — | — | — | — | Country58 (4 Wo.)Country | Erstveröffentlichung: 2007                                 |
| 2007 | The Great Lost Performance – Live at the Paramount Theatre, Asbury Park, New Jersey | — | — | — | — | — | Country60 (2 Wo.)Country | Erstveröffentlichung: 2007                                 |
| 2011 | Icon: Johnny Cash                                                                   | — | — | — | — | — | Country45 (53 Wo.)Country | Charteintritt: 8. Januar 2011                              |
| 2011 | Bootleg Vol III: Live Around The World                                              | — | — | — | — | — | Country42 (3 Wo.)Country | Charteintritt: 29. Oktober 2011                            |
| 2012 | The Soul Of Truth: Bootleg Vol IV                                                   | — | — | — | — | — | Country41 (3 Wo.)Country | Charteintritt: 21. April 2012                              |
| 2012 | Opus Collection                                                                     | — | — | — | UK— GoldUK | US28 (3 Wo.)US | Country6 (6 Wo.)Country | Erstveröffentlichung: 2012 Verkäufe: 100.000               |
| 2012 | The Number Ones                                                                     | — | — | — | — | US125 (2 Wo.)US | Country25 (223 Wo.)Country | Erstveröffentlichung: 2012                                 |
| 2012 | The Classics                                                                        | — | — | — | UK22 (4 Wo.)UK | — | — | Erstveröffentlichung: 2012                                 |
| 2012 | The Greatest: Duets                                                                 | — | — | — | — | — | Country71 (1 Wo.)Country | Erstveröffentlichung: 2012                                 |
| 2012 | Country: Johnny Cash                                                                | — | — | — | — | — | Country61 (8 Wo.)Country | Erstveröffentlichung: 2012                                 |
| 2012 | The Complete Columbia Album Collection                                              | DE80 (1 Wo.)DE | — | — | — | — | — | Charteintritt: 21. Dezember 2012                           |
| 2013 | LIFE Unheard                                                                        | — | — | — | — | — | Country61 (8 Wo.)Country | Charteintritt: 26. Januar 2013                             |
| 2013 | The Rebel                                                                           | — | — | — | UK32 Gold · (37 Wo.)UK | — | — | Erstveröffentlichung: 2013 Verkäufe: 100.000               |
| 2013 | LIFE Unheard                                                                        | — | — | — | — | US200 (1 Wo.)US | Country32 (14 Wo.)Country | Erstveröffentlichung: 2013                                 |
| 2020 | Complete Mercury Albums 1986–1991                                                   | DE47 (1 Wo.)DE | — | CH56 (1 Wo.)CH | — | — | — | Erstveröffentlichung: 26. Juni 2020                        |
| 2020 | Classic Cash, Early Mixes: Hall Of Fame Series                                      | — | — | — | — | — | Country40 (1 Wo.)Country |                                                            |

grau schraffiert: keine Chartdaten aus diesem Jahr verfügbar
Weitere Kompilationen
| - 1968: Golden Sounds of Country Music - 1969: This Is Johnny Cash - 1969: More of Old Golden Throat - 1970: The Walls of a Prison - 1971: The Mighty Johnny Cash - 1972: Understand Your Man - 1972: Give My Love to Rose - 1973: Ballads of the American Indian - 1978: The Unissued Johnny Cash - 1978: Johnny & June - 1979: Tall Man - 1981: Encore - 1982: Biggest Hits - 1982: Inside a Swedish Prison - 1984: Bitter Tears - 1987: Columbia Records 1958–1986 - 1990: The Man in Black 1954–1958 - 1990: 12 Giant Hits - 1991: Come Along and Ride this Train - 1991: The Man in Black 1959–1962 - 1992: The Essential Johnny Cash 1955–1983 | - 1994: Wanted Man - 1995: The Man in Black 1963–1969 - 1996: Johnny Cash: The Hits - 1998: Johnny Cash: Crazy Country - 1998: The Best of Johnny Cash (US: Gold) - 1999: It’s All in the Family - 1999: I Walk the Line/Little Fauss and Big Halsy - 2000: The Mercury Years - 2001: 16 Biggest Hits: Volume II - 2002: A Boy Named Sue and Other Story Songs - 2002: Johnny Cash & Friends - 2004: Life - 2004: Johnny Cash Live Recordings - 2006: Traveling Cash – An Imaginary Journey - 2006: June Carter and Johnny Cash: Duets - 2007: Johnny Cash: The Outtakes - 2008: The Best of the Johnny Cash TV Show: 1969–1971 - 2008: Playlist: The Very Best of Johnny Cash - 2011: Bootleg Vol. II – From Memphis to Hollywood - 2016: The Broadcast Archives - 2020: Johnny Cash and the Royal Philharmonic Orchestra (UK: Silber) |

### Remixalben
| Jahr | Titel               | Höchstplatzierung, Gesamtwochen, AuszeichnungChartplatzierungen (Jahr, Titel, Platzierungen, Wochen, Auszeichnungen, Anmerkungen) | Höchstplatzierung, Gesamtwochen, AuszeichnungChartplatzierungen (Jahr, Titel, Platzierungen, Wochen, Auszeichnungen, Anmerkungen) | Höchstplatzierung, Gesamtwochen, AuszeichnungChartplatzierungen (Jahr, Titel, Platzierungen, Wochen, Auszeichnungen, Anmerkungen) | Höchstplatzierung, Gesamtwochen, AuszeichnungChartplatzierungen (Jahr, Titel, Platzierungen, Wochen, Auszeichnungen, Anmerkungen) | Höchstplatzierung, Gesamtwochen, AuszeichnungChartplatzierungen (Jahr, Titel, Platzierungen, Wochen, Auszeichnungen, Anmerkungen) | Höchstplatzierung, Gesamtwochen, AuszeichnungChartplatzierungen (Jahr, Titel, Platzierungen, Wochen, Auszeichnungen, Anmerkungen) | Anmerkungen                     |
| Jahr | Titel               | DE | AT | CH | UK | US | Country | Anmerkungen                     |
| ---- | ------------------- | --- | --- | --- | --- | --- | --- | ------------------------------- |
| 2009 | Johnny Cash Remixed | — | — | — | — | — | Country65 (1 Wo.)Country | Charteintritt: 14. Februar 2009 |

### Soundtracks
| Jahr | Titel   | Höchstplatzierung, Gesamtwochen, AuszeichnungChartplatzierungen (Jahr, Titel, Platzierungen, Wochen, Auszeichnungen, Anmerkungen) | Höchstplatzierung, Gesamtwochen, AuszeichnungChartplatzierungen (Jahr, Titel, Platzierungen, Wochen, Auszeichnungen, Anmerkungen) | Höchstplatzierung, Gesamtwochen, AuszeichnungChartplatzierungen (Jahr, Titel, Platzierungen, Wochen, Auszeichnungen, Anmerkungen) | Höchstplatzierung, Gesamtwochen, AuszeichnungChartplatzierungen (Jahr, Titel, Platzierungen, Wochen, Auszeichnungen, Anmerkungen) | Höchstplatzierung, Gesamtwochen, AuszeichnungChartplatzierungen (Jahr, Titel, Platzierungen, Wochen, Auszeichnungen, Anmerkungen) | Höchstplatzierung, Gesamtwochen, AuszeichnungChartplatzierungen (Jahr, Titel, Platzierungen, Wochen, Auszeichnungen, Anmerkungen) | Anmerkungen                      |
| Jahr | Titel   | DE | AT | CH | UK | US | Country | Anmerkungen                      |
| ---- | ------- | --- | --- | --- | --- | --- | --- | -------------------------------- |
| 2008 | America | — | — | — | — | — | Country50 (2 Wo.)Country | Charteintritt: 15. November 2008 |

Weitere Soundtracks
- 1970: I Walk the Line – Movie Soundtrack
- 1970: Little Fauss and Big Halsy – Movie Soundtrack

### Weihnachtsalben
| Jahr | Titel                       | Höchstplatzierung, Gesamtwochen, AuszeichnungChartplatzierungen (Jahr, Titel, Platzierungen, Wochen, Auszeichnungen, Anmerkungen) | Höchstplatzierung, Gesamtwochen, AuszeichnungChartplatzierungen (Jahr, Titel, Platzierungen, Wochen, Auszeichnungen, Anmerkungen) | Höchstplatzierung, Gesamtwochen, AuszeichnungChartplatzierungen (Jahr, Titel, Platzierungen, Wochen, Auszeichnungen, Anmerkungen) | Höchstplatzierung, Gesamtwochen, AuszeichnungChartplatzierungen (Jahr, Titel, Platzierungen, Wochen, Auszeichnungen, Anmerkungen) | Höchstplatzierung, Gesamtwochen, AuszeichnungChartplatzierungen (Jahr, Titel, Platzierungen, Wochen, Auszeichnungen, Anmerkungen) | Höchstplatzierung, Gesamtwochen, AuszeichnungChartplatzierungen (Jahr, Titel, Platzierungen, Wochen, Auszeichnungen, Anmerkungen) | Anmerkungen                      |
| Jahr | Titel                       | DE | AT | CH | UK | US | Country | Anmerkungen                      |
| ---- | --------------------------- | --- | --- | --- | --- | --- | --- | -------------------------------- |
| 2003 | Christmas With Johnny Cash  | — | — | — | — | — | Country58 (4 Wo.)Country | Charteintritt: 20. Dezember 2003 |
| 2006 | Country Christmas           | — | — | — | — | — | Country52 (7 Wo.)Country | Charteintritt: 16. Dezember 2008 |
| 2013 | The Classic Christmas Album | — | — | — | — | — | Country48 (4 Wo.)Country | Charteintritt: 21. Dezember 2013 |

Weitere Weihnachtsalben
- 1963: The Christmas Spirit
- 1972: The Johnny Cash Family Christmas
- 1980: Classic Christmas
- 1991: Johnny Cash Country Christmas

### Tributealben
Zu Ehren von Johnny Cash wurden viele Tributealben aufgenommen.
- 1988: Til Things Are Brighter: A Tribute to Johnny Cash (Rhino)
- 2002: Dressed in Black: A Tribute to Johnny Cash (Dualtone)
- 2002: Kindred Spirits: A Tribute to the Songs of Johnny Cash (Columbia)
- 2008: All Aboard: A Tribute to Johnny Cash (Anchorless)
- 2009: Johnny Cash Remixed (Music World)

## Singles

### Als Leadmusiker
| Jahr | Titel Album                                                                   | Höchstplatzierung, Gesamtwochen, AuszeichnungChartplatzierungen (Jahr, Titel, Album, Platzierungen, Wochen, Auszeichnungen, Anmerkungen) | Höchstplatzierung, Gesamtwochen, AuszeichnungChartplatzierungen (Jahr, Titel, Album, Platzierungen, Wochen, Auszeichnungen, Anmerkungen) | Höchstplatzierung, Gesamtwochen, AuszeichnungChartplatzierungen (Jahr, Titel, Album, Platzierungen, Wochen, Auszeichnungen, Anmerkungen) | Höchstplatzierung, Gesamtwochen, AuszeichnungChartplatzierungen (Jahr, Titel, Album, Platzierungen, Wochen, Auszeichnungen, Anmerkungen) | Höchstplatzierung, Gesamtwochen, AuszeichnungChartplatzierungen (Jahr, Titel, Album, Platzierungen, Wochen, Auszeichnungen, Anmerkungen) | Höchstplatzierung, Gesamtwochen, AuszeichnungChartplatzierungen (Jahr, Titel, Album, Platzierungen, Wochen, Auszeichnungen, Anmerkungen) | Anmerkungen                                                           |
| Jahr | Titel Album                                                                   | DE | AT | CH | UK | US | Country | Anmerkungen                                                           |
| ---- | ----------------------------------------------------------------------------- | --- | --- | --- | --- | --- | --- | --------------------------------------------------------------------- |
| 1955 | Cry! Cry! Cry! With His Hot and Blue Guitar                                   | — | — | — | — | — | Country14 (1 Wo.)Country | Erstveröffentlichung: 1955                                            |
| 1955 | So Doggone Lonesome With His Hot and Blue Guitar                              | — | — | — | — | — | Country5 (22 Wo.)Country | Erstveröffentlichung: 1955                                            |
| 1956 | I Walk the Line With His Hot and Blue Guitar                                  | — | — | — | UK— GoldUK | US19 (22 Wo.)US | Country2 (43 Wo.)Country | Erstveröffentlichung: 1. Mai 1956                                     |
| 1956 | There You Go Sings the Songs That Made Him Famous                             | — | — | — | — | — | Country2 (27 Wo.)Country | Erstveröffentlichung: 1956                                            |
| 1957 | Next in Line Sings the Songs That Made Him Famous                             | — | — | — | — | US99 (2 Wo.)US | Country9 (15 Wo.)Country | Erstveröffentlichung: 1957 mit The Tennessee Two                      |
| 1957 | Home Of The Blues Sings the Songs That Made Him Famous                        | — | — | — | — | US88 (4 Wo.)US | Country5 (23 Wo.)Country | Erstveröffentlichung: 1957 mit The Tennessee Two                      |
| 1958 | Ballad Of A Teen-Age Queen Sings the Songs That Made Him Famous               | — | — | — | — | US16 (19 Wo.)US | Country1 (23 Wo.)Country | Erstveröffentlichung: 1958 mit The Tennessee Two                      |
| 1958 | Guess Things Happen That Way Sings the Songs That Made Him Famous             | — | — | — | — | US11 (16 Wo.)US | Country1 (23 Wo.)Country | Erstveröffentlichung: 19. Mai 1958 mit The Tennessee Two              |
| 1958 | Come in Stranger Sings the Songs That Made Him Famous                         | — | — | — | — | US66 (9 Wo.)US | Country6 (3 Wo.)Country | Erstveröffentlichung: 1958 mit The Tennessee Two                      |
| 1958 | The Ways of a Woman in Love Sings the Songs That Made Him Famous              | — | — | — | — | US24 (11 Wo.)US | Country2 (15 Wo.)Country | Erstveröffentlichung: 1958 mit The Tennessee Two                      |
| 1958 | You’re the Nearest Thing to Heaven Sings the Songs That Made Him Famous       | — | — | — | — | — | Country5 (9 Wo.)Country | Erstveröffentlichung: 1958                                            |
| 1958 | All Over Again Old Golden Throat                                              | — | — | — | — | US38 (11 Wo.)US | Country4 (18 Wo.)Country | Erstveröffentlichung: 1958                                            |
| 1958 | What Do I Care Ring of Fire: The Best of Johnny Cash                          | — | — | — | — | US52 (8 Wo.)US | Country7 (14 Wo.)Country | Erstveröffentlichung: 1958                                            |
| 1958 | I Just Thought You’d Like to Know Greatest!                                   | — | — | — | — | US85 (1 Wo.)US | — | Erstveröffentlichung: Dezember 1958                                   |
| 1958 | It’s Just About Time Greatest!                                                | — | — | — | — | US47 (7 Wo.)US | Country30 (1 Wo.)Country | Erstveröffentlichung: 1959 mit The Tennessee Two                      |
| 1959 | Don’t Take Your Guns to Town The Fabulous Johnny Cash                         | — | — | — | — | US32 (12 Wo.)US | Country1 (20 Wo.)Country | Erstveröffentlichung: November 1958                                   |
| 1959 | Luther Played the Boogie Greatest!                                            | — | — | — | — | — | Country8 (13 Wo.)Country | Erstveröffentlichung: 1959                                            |
| 1959 | Thanks a Lot Greatest!                                                        | — | — | — | — | — | Country12 (9 Wo.)Country | Erstveröffentlichung: 1959                                            |
| 1959 | Frankie’s Man, Johnny The Fabulous Johnny Cash                                | — | — | — | — | US57 (7 Wo.)US | Country9 (11 Wo.)Country | Erstveröffentlichung: 1959                                            |
| 1959 | You Dreamer You Old Golden Throat                                             | — | — | — | — | — | Country13 (11 Wo.)Country | Erstveröffentlichung: 1959                                            |
| 1959 | Katy Too Greatest!                                                            | — | — | — | — | US66 (8 Wo.)US | Country11 (11 Wo.)Country | Erstveröffentlichung: 1959                                            |
| 1959 | I Got Stripes Old Golden Throat                                               | — | — | — | — | US43 (11 Wo.)US | Country4 (20 Wo.)Country | Erstveröffentlichung: 1959                                            |
| 1959 | Five Feet High and Rising Songs of Our Soil                                   | — | — | — | — | US76 (3 Wo.)US | Country14 (9 Wo.)Country | Erstveröffentlichung: 1959                                            |
| 1959 | Goodbye Little Darlin’ Greatest!                                              | — | — | — | — | — | Country22 (5 Wo.)Country | Erstveröffentlichung: 1959                                            |
| 1959 | Little Drummer Boy The Christmas Spirit                                       | — | — | — | — | US63 (3 Wo.)US | Country24 (1 Wo.)Country | Erstveröffentlichung: 1959                                            |
| 1960 | Straight A’s in Love Sings Hank Williams                                      | — | — | — | — | US84 (2 Wo.)US | Country16 (10 Wo.)Country | Erstveröffentlichung: 1960                                            |
| 1960 | I Love You Because Sings Hank Williams                                        | — | — | — | — | — | Country20 (2 Wo.)Country | Erstveröffentlichung: 1960                                            |
| 1960 | Seasons of My Heart Now, There Was a Song!                                    | — | — | — | — | — | Country10 (15 Wo.)Country | Erstveröffentlichung: 1960                                            |
| 1960 | Smiling Bill McCall Old Golden Throat                                         | — | — | — | — | — | Country13 (8 Wo.)Country | Erstveröffentlichung: 1960                                            |
| 1960 | Second Honeymoon More of Old Golden Throat                                    | — | — | — | — | US79 (4 Wo.)US | Country15 (7 Wo.)Country | Erstveröffentlichung: 1960                                            |
| 1960 | Down the Street to 301 Now Here’s Johnny Cash                                 | — | — | — | — | US85 (3 Wo.)US | — | Erstveröffentlichung: 1960                                            |
| 1960 | Honky-Tonk Girl More of Old Golden Throat                                     | — | — | — | — | US92 (1 Wo.)US | — | Erstveröffentlichung: 1960                                            |
| 1960 | Mean Eyed Cat Sings Hank Williams                                             | — | — | — | — | — | Country30 (1 Wo.)Country | Erstveröffentlichung: 1960                                            |
| 1960 | Oh Lonesome Me Now Here’s Johnny Cash                                         | — | — | — | — | US93 (2 Wo.)US | Country13 (9 Wo.)Country | Erstveröffentlichung: 1960                                            |
| 1961 | The Rebel – Johnny Yuma Ring of Fire: The Best of Johnny Cash                 | — | — | — | — | — | Country24 (2 Wo.)Country | Erstveröffentlichung: 1961                                            |
| 1961 | Tennessee Flat-Top Box Ring of Fire: The Best of Johnny Cash                  | — | — | — | — | US84 (6 Wo.)US | Country11 (14 Wo.)Country | Erstveröffentlichung: Dezember 1961                                   |
| 1962 | The Big Battle Ring of Fire: The Best of Johnny Cash                          | — | — | — | — | — | Country24 (3 Wo.)Country | Erstveröffentlichung: 1962                                            |
| 1962 | In the Jailhouse Now The Sound of Johnny Cash                                 | — | — | — | — | — | Country8 (10 Wo.)Country | Erstveröffentlichung: 1962                                            |
| 1962 | Bonanza Ring of Fire: The Best of Johnny Cash                                 | — | — | — | — | US94 (1 Wo.)US | — | Erstveröffentlichung: 1962                                            |
| 1962 | Busted Blood, Sweat and Tears                                                 | — | — | — | — | — | Country13 (3 Wo.)Country | Erstveröffentlichung: 1962 mit The Carter Family                      |
| 1963 | Ring of Fire Ring of Fire: The Best of Johnny Cash                            | DE27 (2 Wo.)DE | — | CH77 (1 Wo.)CH | UK— GoldUK | US17 Platin · (13 Wo.)US | Country1 (26 Wo.)Country | Erstveröffentlichung: 19. April 1963                                  |
| 1963 | The Matador Heart of Cash                                                     | — | — | — | — | US44 (7 Wo.)US | Country2 (16 Wo.)Country | Erstveröffentlichung: 1963                                            |
| 1964 | Understand Your Man I Walk the Line                                           | — | — | — | — | US35 (8 Wo.)US | Country1 (22 Wo.)Country | Erstveröffentlichung: 1964                                            |
| 1964 | Dark as a Dungeon Old Golden Throat                                           | — | — | — | — | — | Country49 (1 Wo.)Country | Erstveröffentlichung: 1964                                            |
| 1964 | The Ballad of Ira Hayes Bitter Tears: Ballads of the American Indian          | — | — | — | — | — | Country3 (20 Wo.)Country | Erstveröffentlichung: 1964                                            |
| 1964 | Bad News I Walk the Line                                                      | — | — | — | — | — | Country8 (15 Wo.)Country | Erstveröffentlichung: 1964                                            |
| 1964 | It Ain’t Me, Babe Orange Blossom Special                                      | — | — | — | UK28 (8 Wo.)UK | US58 (8 Wo.)US | Country4 (22 Wo.)Country | Erstveröffentlichung: 1964 mit June Carter Cash                       |
| 1965 | Orange Blossom Special                                                        | — | — | — | — | US80 (6 Wo.)US | Country3 (16 Wo.)Country | Erstveröffentlichung: 1965                                            |
| 1965 | Mister Garfield Sings the Ballads of the True West                            | — | — | — | — | — | Country15 (13 Wo.)Country | Erstveröffentlichung: 1965                                            |
| 1965 | The Sons of Katie Elder Heart of Cash                                         | — | — | — | — | — | Country10 (9 Wo.)Country | Erstveröffentlichung: 1965                                            |
| 1965 | Happy to Be with You –                                                        | — | — | — | — | — | Country9 (14 Wo.)Country | Erstveröffentlichung: 1965                                            |
| 1966 | The One on the Right Is on the Left Everybody Loves a Nut                     | — | — | — | — | US46 (6 Wo.)US | Country2 (18 Wo.)Country | Erstveröffentlichung: 1966                                            |
| 1966 | Everybody Loves a Nut                                                         | — | — | — | — | US96 (2 Wo.)US | Country17 (9 Wo.)Country | Erstveröffentlichung: 1966                                            |
| 1966 | Boa Constrictor Everybody Loves a Nut                                         | — | — | — | — | — | Country39 (5 Wo.)Country | Erstveröffentlichung: 1966                                            |
| 1966 | You Beat All I Ever Saw More of Old Golden Throat                             | — | — | — | — | — | Country20 (13 Wo.)Country | Erstveröffentlichung: 1966                                            |
| 1967 | Jackson Greatest Hits, Vol. 1                                                 | — | — | — | UK— SilberUK | — | Country2 (17 Wo.)Country | Erstveröffentlichung: 1967 mit June Carter Cash                       |
| 1967 | Long-Legged Guitar Pickin’ Man Carryin’ On with Johnny Cash and June Carter   | — | — | — | — | — | Country6 (17 Wo.)Country | Erstveröffentlichung: 1967 mit June Carter Cash                       |
| 1967 | The Wind Changes Old Golden Throat                                            | — | — | — | — | — | Country60 (6 Wo.)Country | Erstveröffentlichung: 1967                                            |
| 1967 | Rosanna’s Going Wild International Superstar                                  | — | — | — | — | US91 (2 Wo.)US | Country2 (15 Wo.)Country | Erstveröffentlichung: 1967                                            |
| 1968 | Folsom Prison Blues (Re-release) At Folsom Prison                             | — | — | — | UK— GoldUK | US32 (12 Wo.)US | Country1 (18 Wo.)Country | Erstveröffentlichung: 1968                                            |
| 1968 | Daddy Sang Bass The Holy Land                                                 | — | — | — | — | US42 (10 Wo.)US | Country1 (20 Wo.)Country | Erstveröffentlichung: 1968                                            |
| 1969 | A Boy Named Sue At St. Quentin                                                | — | — | — | UK4 Silber · (19 Wo.)UK | US2 Gold · (12 Wo.)US | Country1 (14 Wo.)Country | Erstveröffentlichung: 2. Juli 1969                                    |
| 1969 | Blistered Hello, I’m Johnny Cash                                              | — | — | — | — | US50 (6 Wo.)US | Country4 (12 Wo.)Country | Erstveröffentlichung: 1969                                            |
| 1969 | See Ruby Fall Hello, I’m Johnny Cash                                          | — | — | — | — | US50 (8 Wo.)US | Country4 (12 Wo.)Country | Erstveröffentlichung: 1969                                            |
| 1969 | If I Were a Carpenter Hello, I’m Johnny Cash                                  | — | — | — | — | US36 (8 Wo.)US | Country2 (15 Wo.)Country | Erstveröffentlichung: 1969 mit June Carter Cash                       |
| 1969 | Get Rhythm Greatest!                                                          | — | — | — | — | US60 (6 Wo.)US | Country23 (12 Wo.)Country | Erstveröffentlichung: 1. Mai 1956 erst 1969 in den Charts             |
| 1970 | Rock Island Line –                                                            | — | — | — | — | US93 (1 Wo.)US | Country35 (7 Wo.)Country | Erstveröffentlichung: 1970                                            |
| 1970 | What Is Truth –                                                               | — | — | — | UK21 (11 Wo.)UK | US19 (8 Wo.)US | Country3 (14 Wo.)Country | Erstveröffentlichung: März 1970                                       |
| 1970 | Sunday Morning Coming Down Hello, I’m Johnny Cash                             | — | — | — | — | US46 (7 Wo.)US | Country1 (15 Wo.)Country | Erstveröffentlichung: Mai 1970                                        |
| 1970 | Flesh and Blood I Walk the Line – Movie Soundtrack                            | — | — | — | — | US54 (7 Wo.)US | Country1 (13 Wo.)Country | Erstveröffentlichung: Mai 1970                                        |
| 1971 | Big River Greatest Hits, Vol. 2                                               | — | — | — | — | — | Country41 (8 Wo.)Country | Erstveröffentlichung: 1971                                            |
| 1971 | Man in Black                                                                  | — | — | — | — | US58 (6 Wo.)US | Country3 (13 Wo.)Country | Erstveröffentlichung: 1971                                            |
| 1971 | Singin’ in Vietnam Talkin’ Blues Man in Black                                 | — | — | — | — | — | Country18 (10 Wo.)Country | Erstveröffentlichung: 1971                                            |
| 1971 | No Need to Worry International Superstar                                      | — | — | — | — | — | Country15 (13 Wo.)Country | Erstveröffentlichung: 1971 mit June Carter Cash                       |
| 1971 | Papa Was a Good Man A Thing Called Love                                       | — | — | — | — | — | Country16 (11 Wo.)Country | Erstveröffentlichung: 1971                                            |
| 1971 | A Thing Called Love                                                           | — | — | — | UK4 (14 Wo.)UK | — | Country2 (16 Wo.)Country | Erstveröffentlichung: 1971                                            |
| 1972 | Kate A Thing Called Love                                                      | — | — | — | — | US75 (7 Wo.)US | Country2 (12 Wo.)Country | Erstveröffentlichung: 1972                                            |
| 1972 | If I Had a Hammer Any Old Wind That Blows                                     | — | — | — | — | — | Country29 (7 Wo.)Country | Erstveröffentlichung: 1972                                            |
| 1972 | Oney Any Old Wind That Blows                                                  | — | — | — | — | — | Country2 (15 Wo.)Country | Erstveröffentlichung: 1972                                            |
| 1972 | Any Old Wind That Blows                                                       | — | — | — | — | — | Country3 (15 Wo.)Country | Erstveröffentlichung: 1973                                            |
| 1972 | The Loving Gift Any Old Wind That Blows                                       | — | — | — | — | — | Country27 (10 Wo.)Country | Erstveröffentlichung: 1973 mit June Carter Cash                       |
| 1973 | Children –                                                                    | — | — | — | — | — | Country30 (9 Wo.)Country | Erstveröffentlichung: 1973                                            |
| 1973 | Allegheny Johnny Cash and His Woman                                           | — | — | — | — | — | Country69 (10 Wo.)Country | Erstveröffentlichung: 1973 mit June Carter Cash                       |
| 1973 | Praise the Lord and Pass the Soup –                                           | — | — | — | — | — | Country57 (7 Wo.)Country | Erstveröffentlichung: 1973 mit The Carter Family & The Oak Ridge Boys |
| 1973 | Pick the Wildwood Flower –                                                    | — | — | — | — | — | Country34 (10 Wo.)Country | Erstveröffentlichung: 1973 mit Maybelle Carter                        |
| 1974 | Orleans Parish Prison På Österåker                                            | — | — | — | — | — | Country52 (8 Wo.)Country | Erstveröffentlichung: 1974                                            |
| 1974 | Ragged Old Flag                                                               | — | — | — | — | — | Country31 (13 Wo.)Country | Erstveröffentlichung: 1974                                            |
| 1974 | Lady Came from Baltimore John R. Cash                                         | — | — | — | — | — | Country14 (12 Wo.)Country | Erstveröffentlichung: 1974                                            |
| 1975 | My Old Kentucky Home (Turpentine and Dandelion Wine) John R. Cash             | — | — | — | — | — | Country42 (9 Wo.)Country | Erstveröffentlichung: 1975                                            |
| 1975 | Look at Them Beans                                                            | — | — | — | — | — | Country17 (12 Wo.)Country | Erstveröffentlichung: 1975                                            |
| 1975 | Texas – 1947 Look at Them Beans                                               | — | — | — | — | — | Country35 (12 Wo.)Country | Erstveröffentlichung: 1975                                            |
| 1976 | Strawberry Cake                                                               | — | — | — | — | — | Country54 (7 Wo.)Country | Erstveröffentlichung: 1976                                            |
| 1976 | One Piece at a Time                                                           | — | — | — | UK32 (7 Wo.)UK | US29 (10 Wo.)US | Country1 (15 Wo.)Country | Erstveröffentlichung: 1976                                            |
| 1976 | Sold Out of Flagpoles One Piece at a Time                                     | — | — | — | — | — | Country29 (8 Wo.)Country | Erstveröffentlichung: 1976                                            |
| 1976 | Old Time Feeling Greatest Hits, Vol. 3                                        | — | — | — | — | — | Country26 (11 Wo.)Country | Erstveröffentlichung: 1976 mit June Carter Cash                       |
| 1976 | It’s All Over Greatest Hits, Vol. 3                                           | — | — | — | — | — | Country41 (8 Wo.)Country | Erstveröffentlichung: 1976                                            |
| 1977 | The Last Gunfighter Ballad                                                    | — | — | — | — | — | Country38 (9 Wo.)Country | Erstveröffentlichung: 1977                                            |
| 1977 | Lady The Rambler                                                              | — | — | — | — | — | Country46 (9 Wo.)Country | Erstveröffentlichung: 1977                                            |
| 1977 | After the Ball The Rambler                                                    | — | — | — | — | — | Country32 (17 Wo.)Country | Erstveröffentlichung: 1977                                            |
| 1978 | I Would Like to See You Again                                                 | — | — | — | — | — | Country12 (13 Wo.)Country | Erstveröffentlichung: 1978                                            |
| 1978 | There Ain’t No Good Chain Gang I Would Like to See You Again                  | — | — | — | — | — | Country2 (13 Wo.)Country | Erstveröffentlichung: 1978 mit Waylon Jennings                        |
| 1978 | Gone Girl                                                                     | — | — | — | — | — | Country44 (8 Wo.)Country | Erstveröffentlichung: 1978                                            |
| 1978 | It’ll Be Her Gone Girl                                                        | — | — | — | — | — | Country89 (2 Wo.)Country | Erstveröffentlichung: 1978                                            |
| 1978 | I Will Rock and Roll with You Gone Girl                                       | — | — | — | — | — | Country21 (13 Wo.)Country | Erstveröffentlichung: 1978                                            |
| 1979 | (Ghost) Riders in the Sky Silver                                              | — | — | — | — | — | Country2 (16 Wo.)Country | Erstveröffentlichung: 1979                                            |
| 1979 | I’ll Say It’s True Silver                                                     | — | — | — | — | — | Country42 (7 Wo.)Country | Erstveröffentlichung: 1979                                            |
| 1979 | I Wish I Was Crazy Again Greatest Hits, Vol. 3                                | — | — | — | — | — | Country22 (12 Wo.)Country | Erstveröffentlichung: 1979 mit Waylon Jennings                        |
| 1980 | Bull Rider Silver                                                             | — | — | — | — | — | Country66 (5 Wo.)Country | Erstveröffentlichung: 1980                                            |
| 1980 | Song of the Patriot Encore                                                    | — | — | — | — | — | Country54 (8 Wo.)Country | Erstveröffentlichung: 1980                                            |
| 1980 | Cold Lonesome Morning Rockabilly Blues                                        | — | — | — | — | — | Country53 (8 Wo.)Country | Erstveröffentlichung: 1980                                            |
| 1980 | The Last Time Rockabilly Blues                                                | — | — | — | — | — | Country85 (4 Wo.)Country | Erstveröffentlichung: 1980                                            |
| 1981 | Without Love Rockabilly Blues                                                 | — | — | — | — | — | Country78 (5 Wo.)Country | Erstveröffentlichung: 1981                                            |
| 1981 | The Baron                                                                     | — | — | — | — | — | Country10 (15 Wo.)Country | Erstveröffentlichung: 1981                                            |
| 1981 | Mobile Bay The Baron                                                          | — | — | — | — | — | Country60 (5 Wo.)Country | Erstveröffentlichung: 1981                                            |
| 1982 | Chattanooga City Limit Sign The Baron                                         | — | — | — | — | — | Country71 (5 Wo.)Country | Erstveröffentlichung: 1982                                            |
| 1982 | The General Lee The Dukes of Hazzard                                          | — | — | — | — | — | Country26 (12 Wo.)Country | Erstveröffentlichung: 1982                                            |
| 1982 | Georgia on a Fast Train The Adventures of Johnny Cash                         | — | — | — | — | — | Country55 (8 Wo.)Country | Erstveröffentlichung: 1982                                            |
| 1983 | We Must Believe in Magic The Adventures of Johnny Cash                        | — | — | — | — | — | Country84 (2 Wo.)Country | Erstveröffentlichung: 1983                                            |
| 1983 | I’m Ragged But I’m Right Johnny 99                                            | — | — | — | — | — | Country75 (4 Wo.)Country | Erstveröffentlichung: 1983                                            |
| 1984 | That’s the Truth Johnny 99                                                    | — | — | — | — | — | Country84 (5 Wo.)Country | Erstveröffentlichung: 1984                                            |
| 1984 | Chicken in Black –                                                            | — | — | — | — | — | Country45 (11 Wo.)Country | Erstveröffentlichung: 1984                                            |
| 1986 | Even Cowgirls Get the Blues Heroes                                            | — | — | — | — | — | Country35 (11 Wo.)Country | Erstveröffentlichung: 1986 mit Waylon Jennings                        |
| 1987 | The Night Hank Williams Came to Town Johnny Cash Is Coming to Town            | — | — | — | — | — | Country43 (11 Wo.)Country | Erstveröffentlichung: 1987                                            |
| 1987 | W. Lee O’Daniel (And the Light Crust Doughboys) Johnny Cash Is Coming to Town | — | — | — | — | — | Country72 (5 Wo.)Country | Erstveröffentlichung: 1987                                            |
| 1988 | That Old Wheel Water from the Wells of Home                                   | — | — | — | — | — | Country21 (20 Wo.)Country | Erstveröffentlichung: 1988 mit Hank Williams, Jr.                     |
| 1989 | Ballad of a Teenage Queen Boom Chicka Boom                                    | — | — | — | — | — | Country45 (9 Wo.)Country | Erstveröffentlichung: 1989 mit Rosanne Cash & The Everly Brothers     |
| 1990 | Silver Stallion Highwayman 2                                                  | — | — | — | — | — | Country25 (14 Wo.)Country | Erstveröffentlichung: 1990 mit The Highwaymen                         |
| 2003 | Hurt American IV: The Man Comes Around                                        | DE68 Gold · (8 Wo.)DE | — | — | UK39 Platin · (12 Wo.)UK | US— GoldUS | Country56 (1 Wo.)Country | Erstveröffentlichung: März 2003                                       |
| 2006 | God’s Gonna Cut You Down American V: A Hundred Highways                       | — | — | — | UK77 Silber · (2 Wo.)UK | — | — | Erstveröffentlichung: 4. Juli 2006                                    |
| 2014 | She Used to Love Me a Lot Out Among the Stars                                 | — | — | CH63 (1 Wo.)CH | — | — | — | Erstveröffentlichung: 11. März 2014                                   |

grau schraffiert: keine Chartdaten aus diesem Jahr verfügbar
Weitere Singles
| - 1955: Folsom Prison Blues - 1957: Train of Love - 1957: Don’t Make Me Go - 1957: Give My Love to Rose - 1958: Big River - 1960: The Story of a Broken Heart - 1965: The Streets of Laredo - 1974: The Junkie and the Juicehead, Minus Me - 1974: Father and Daughter - 1976: Ridin’ on the Cotton Belt - 1980: Wings in the Morning - 1982: The Reverend Mr. Black - 1982: Fair Weather Friends - 1983: Johnny 99 | - 1984: They Killed Him - 1985: I’m Leaving Now - 1987: Sixteen Tons - 1987: Let Him Roll - 1991: Farmer’s Almanac - 1991: Cat’s in the Cradle - 1992: The Mystery of Life - 1994: Delia’s Gone - 1994: The Man Who Couldn’t Cry - 1996: Rusty Cage - 1996: I’ve Been Everywhere - 2002: The Man Comes Around (UK: Silber) - 2007: Help Me |

### Als Gastmusiker
| Jahr | Titel Album                               | Höchstplatzierung, Gesamtwochen, AuszeichnungChartplatzierungen (Jahr, Titel, Album, Platzierungen, Wochen, Auszeichnungen, Anmerkungen) | Höchstplatzierung, Gesamtwochen, AuszeichnungChartplatzierungen (Jahr, Titel, Album, Platzierungen, Wochen, Auszeichnungen, Anmerkungen) | Höchstplatzierung, Gesamtwochen, AuszeichnungChartplatzierungen (Jahr, Titel, Album, Platzierungen, Wochen, Auszeichnungen, Anmerkungen) | Höchstplatzierung, Gesamtwochen, AuszeichnungChartplatzierungen (Jahr, Titel, Album, Platzierungen, Wochen, Auszeichnungen, Anmerkungen) | Höchstplatzierung, Gesamtwochen, AuszeichnungChartplatzierungen (Jahr, Titel, Album, Platzierungen, Wochen, Auszeichnungen, Anmerkungen) | Höchstplatzierung, Gesamtwochen, AuszeichnungChartplatzierungen (Jahr, Titel, Album, Platzierungen, Wochen, Auszeichnungen, Anmerkungen) | Anmerkungen                                               |
| Jahr | Titel Album                               | DE | AT | CH | UK | US | Country | Anmerkungen                                               |
| ---- | ----------------------------------------- | --- | --- | --- | --- | --- | --- | --------------------------------------------------------- |
| 1985 | I Will Dance with You                     | — | — | — | — | — | Country45 (9 Wo.)Country | Erstveröffentlichung: 1985 Karen Brooks mit Johnny Cash   |
| 1998 | I Walk the Line Revisited The Houston Kid | — | — | — | — | — | Country61 (6 Wo.)Country | Erstveröffentlichung: 1909 Rodney Crowell mit Johnny Cash |

Weitere Gastbeiträge
- 1971: A Song to Mama (The Carter Family)
- 1972: The World Needs a Melody (The Carter Family)
- 1973: Praise the Lord and Pass the Soup (The Carter Family und The Oak Ridge Boys)
- 1973: Pick the Wildwood Flower (Maybelle Carter)
- 1993: The Devil Comes Back to Georgia (Mark O’Connor mit Charlie Daniels, Marty Stuart und Travis Tritt)
- 2003: September When It Comes (Rosanne Cash)

## Zusammenarbeiten
Johnny Cash arbeitete im Laufe seiner Karriere mit vielen anderen Künstlern, wie Familienmitgliedern, Freunden, anderen Country-Musikern sowie besonders am Ende der Karriere mit Rock-Musikern zusammen.
Weiterhin unterstützte er Wegbegleiter, wie Carl Perkins oder die Statler Brothers, sowie andere Musiker, wie Hank Garland, um deren Karriere wiederzubeleben.
Ein Gastauftritt bei dem U2-Song The Wanderer auf dem Album Zooropa führte zur Bekanntschaft mit Rick Rubin und schließlich zu den American-Recordings-Aufnahmen.

### Gastauftritte
| Jahr | Titel | Interpret                                                   | Album                                                                                     |
| ---- | --- | ----------------------------------------------------------- | ----------------------------------------------------------------------------------------- |
| 1969 | Girl from the North Country | Bob Dylan                                                   | Nashville Skyline                                                                         |
| 1971 | A Front Row Seat to Hear Ole Johnny Sing 26 Second Song                                                                                       | Shel Silverstein                                            | Freakin’ at the Freakers Ball                                                             |
| 1972 | A Song to Mama The World Needs a Melody | The Carter Family                                           |                                                                                           |
| 1972 | Amazing Grace | The Evangel Temple Choir                                    |                                                                                           |
| 1975 | Gospel Ship Song to Woody Hey Porter | The Earl Scruggs Revue                                      | Anniversary Special, Vol. 1                                                               |
| 1976 | I Still Miss Someone My Ship Will Sail (background vocals)                                                                                    | The Earl Scruggs Revue                                      | Anniversary Special, Vol. 2                                                               |
| 1976 | No Earthly Good | The Oak Ridge Boys                                          | Old Fashioned, Down Home, Hand Clappin’ Foot Stompin’ Southern Style Gospel Quartet Music |
| 1976 | My Ship Will Sail | The Carter Family                                           | Country’s First Family                                                                    |
| 1976 | Love is My Refuge | Jack Routh                                                  |                                                                                           |
| 1979 | Jealous Loving Heart Soldiers Last Letter | Ernest Tubb                                                 | The Legend and the Legacy                                                                 |
| 1979 | Six Gun Shooting Help Him, Jesus The Death of Me                                                                                              | Levon Helm Emmylou Harris Charlie Daniels                   | The Legend of Jesse James                                                                 |
| 1980 | What’s Good for You (Should Be Alright for Me) Mother Maybelle                                                                                | Marty Stuart Curly Seckler The Nashville Grass              |                                                                                           |
| 1980 | Jordan | Emmylou Harris Tony Rice Ricky Skaggs                       | Roses in the Snow (Emmylou-Harris-Album)                                                  |
| 1981 | Mister Garfield | Merle Kilgore                                               |                                                                                           |
| 1982 | One More Ride Hey Porter Get in Line Brother                                                                                                  | Marty Stuart                                                | Busy Bee Café                                                                             |
| 1982 | That’s How I Got to Memphis | Rosanne Cash                                                | Somewhere in the Stars                                                                    |
| 1983 | I Still Miss Someone | Bill Monroe                                                 | Bill Monroe and Friends                                                                   |
| 1983 | Love Me Tender | Julie Andrews                                               | Love Me Tender                                                                            |
| 1984 | Crazy Old Soldier | Ray Charles                                                 | Friendship                                                                                |
| 1984 | Suffer Little Children | Glen Campbell                                               | No More Night                                                                             |
| 1986 | Be Careful Who You Love (Arthur’s Song) | Waylon Jennings                                             | Sweet Mother Texas                                                                        |
| 1986 | Let America Be America Again | Will D. Campbell Willie Nelson Jessi Colter Waylon Jennings | They Come to America                                                                      |
| 1986 | Better Class of Losers | John Schneider Waylon Jennings                              | Take the Long Way Home (John-Schneider-Album)                                             |
| 1987 | The Ten Commandments of Love | David Allan Coe                                             | A Matter of Life and Death                                                                |
| 1987 | Amazing Grace | Joanne Cash Yates                                           | Amazing Grace                                                                             |
| 1988 | Waitin’ for a Southern Train | Jimmy Tittle                                                |                                                                                           |
| 1989 | Jesus is Lord I’ve Been Saved Gospel Medley How Beautiful Heaven Must Be Lord I’m Coming Home                                                 | Joanne Cash Yates                                           | Live                                                                                      |
| 1989 | Life’s Railway to Heaven Will the Circle Be Unbroken                                                                                          | Nitty Gritty Dirt Band                                      | Will the Circle Be Unbroken: Volume Two                                                   |
| 1989 | Wildwood Flower Worried Man Blues Ain’t Gonna Work Tomorrow Church in the Wildwood                                                            | The Carter Family                                           |                                                                                           |
| 1989 | Woodcarver | Sandy Kelly                                                 |                                                                                           |
| 1990 | Thoughts on the Flag (mit George Jones and Tom T. Hall) Guess Things Happen That Way                                                          | Tommy Cash                                                  | The 25th Anniversary Album (Tommy-Cash-Album)                                             |
| 1990 | Get Rhythm | Martin Delray                                               | Get Rhythm                                                                                |
| 1991 | Man in Black | One Bad Pig                                                 | I Scream Sunday                                                                           |
| 1992 | Doin’ My Time | Marty Stuart                                                | This One’s Gonna Hurt You                                                                 |
| 1993 | The Wanderer | U2                                                          | Zooropa                                                                                   |
| 1993 | The Devil Comes Back to Georgia | Charlie Daniels Travis Tritt Marty Stuart                   | Heroes (Mark-O’Connor-Album)                                                              |
| 1994 | Tennessee Stud | Michael Martin Murphey                                      | America’s Horses                                                                          |
| 1994 | A Comment from Johnny Cash | Rose Maddox                                                 | $35 and a Dream                                                                           |
| 1994 | The Little Drummer Boy | Ben Keith                                                   | Seven Gates: A Christmas Album Ben Keith and Friends                                      |
| 1995 | Get Rhythm | John Stewart                                                | Airdream Believer                                                                         |
| 1995 | Go Wild The Winding Stream | Carlene Carter                                              | Little Acts of Treason                                                                    |
| 1995 | Where the Soul Never Dies | The Cluster Pluckers                                        | Unplucked                                                                                 |
| 1995 | Blistered | Jimmy Tittle                                                | It’s in the Attitude                                                                      |
| 1996 | Time of the Preacher | Krist Novoselic Sean Kinney Kim Thayil John Carter Cash     | Twisted Willie                                                                            |
| 1996 | Two Old Army Pals Give Me Back My Job | Bono Willie Nelson Tom Petty                                | Go Cat Go! (Carl-Perkins-Album)                                                           |
| 1996 | Steel Guitar Rag | Robby Turner                                                | Man of Steel                                                                              |
| 1996 | Johnny Cash Hit Medley: Ring of Fire/I Walk the Line/Folsom Prison Blues I Will Rock and Roll with You Fly Little Bird (mit John Carter Cash) | Tom Astor                                                   |                                                                                           |
| 1996 | The Little Drummer Boy | Collin Raye                                                 | Christmas: The Gift                                                                       |
| 1999 | Johnny Cash Outro | Marty Stuart                                                | The Pilgrim                                                                               |
| 1999 | Guess Things Happen That Way That Silver Haired Daddy of Mine Thoughts on the Flag                                                            | George Jones Tom T. Hall                                    | Classics (Tommy-Cash-Album)                                                               |
| 2000 | Introduction Take Me Home | Ramblin’ Jack Elliott                                       | The Ballad of Ramblin’ Jack                                                               |
| 2001 | I Walk the Line (Revisited) | Rodney Crowell                                              | The Houston Kid                                                                           |
| 2001 | Passin’ Thru | Don Henley Earl Scruggs                                     | Earl Scruggs and Friends                                                                  |
| 2001 | Big River | Trick Pony Waylon Jennings                                  | Trick Pony (Trick-Pony-Album)                                                             |
| 2002 | Tears in the Holston River | The Nitty Gritty Dirt Band                                  | Will the Circle Be Unbroken, Vol. 3                                                       |
| 2003 | September When It Comes | Rosanne Cash                                                | Rules of Travel                                                                           |
| 2003 | Keep on the Sunny Side The Road to Kaintuck Temptation Will You Miss Me When I’m Gone Wildwood Flower                                         | June Carter Cash                                            | Wildwood Flower                                                                           |
| 2003 | The Way-Worn Traveler | John Carter Cash                                            | Bitter Harvest                                                                            |
| 2007 | You Just Can’t Beat Jesus Christ | Billy Joe Shaver                                            | Everybody's Brother                                                                       |

### Andere Alben
| Jahr | Titel | Album                                                  |
| ---- | --- | ------------------------------------------------------ |
| 1972 | I See Men as Trees Walking (live) | Jesus Sound Explosion                                  |
| 1976 | Ragged Old Flag (live) | It’s Time to Pray, America                             |
| 1979 | Nasty Dan (mit Oscar the Grouch) Five Feet High and Rising (mit Sully and Biff)                                                                            | Children’s TV Workshop Stars Come Out on Sesame Street |
| 1981 | The General Lee | Dukes of Hazzard, Soundtrack                           |
| 1983 | The Love That Never Failed | Star Spangled Country                                  |
| 1985 | Hey Porter Luther Played the Boogie Big River | Louisiana Hayride Saturday Nite                        |
| 1994 | Folsom Prison Blues (mit Brooks & Dunn) Forever Young | Red Hot + Country                                      |
| 1994 | Folsom Prison Blues (live, Grammy Legend Award am 5. Dezember 1990)                                                                                        | Grammy’s Greatest Country Moments, Vol. 1              |
| 1995 | Were You There (When They Crucified My Lord) Redemption | Silent Witness, Vol. 1                                 |
| 1996 | In Your Mind | Dead Man Walking, Soundtrack                           |
| 1998 | Cowboys and Ladies (mit June Carter Cash) Heroes in Black and White                                                                                        | All My Friends Are Cowboys                             |
| 1998 | In the Garden | The Apostle, Soundtrack                                |
| 1998 | I Washed My Face in the Morning Dew | Real: The Tom T. Hall Project                          |
| 2000 | So Doggone Lonesome I Walk the Line Get Rhythm | Live at the Big “D” Jamboree, Vol. 2                   |
| 2000 | I’m on Fire | Badlands: A Tribute to Bruce Springsteen's Nebraska    |
| 2001 | I Dreamed About Momma Last Night | Timeless: A Tribute to Hank Williams                   |
| 2002 | For You (mit Dave Matthews) | We Were Soldiers, Soundtrack                           |
| 2003 | City of New Orleans (mit The Highwaymen) Folsom Prison Blues I’ve Always Been Crazy (mit Waylon Jennings) Best of All Possible Worlds (mit The Highwaymen) | Farm Aid, Vol. 1: Live                                 |
| 2004 | A Satisfied Mind | Kill Bill Vol. 2, Soundtrack                           |

## Videoalben und Musikvideos

### Videoalben
| Jahr | Titel                                          | Aufnahme                                             |
| ---- | ---------------------------------------------- | ---------------------------------------------------- |
| 2003 | A Concert Behind Prison Walls                  | 1976 (TV Special)                                    |
| 2005 | Live at Montreux 1994                          | 1994 (US: ×2Doppelplatin )                           |
| 2005 | CBS TV Anniversary Special: The First 25 Years | 12. März 1980                                        |
| 2005 | Live from Austin, TX                           | 3. Januar 1987 (US: Platin) (für Austin City Limits) |
| 2006 | Live in Denmark                                | 1971                                                 |
| 2006 | Johnny Cash in Ireland                         | 1993                                                 |
| 2008 | Cash for Kenya: Live in Johnstown, PA          | 1991                                                 |

### Musikvideos
| Jahr | Titel                                             | Regie         |
| ---- | ------------------------------------------------- | ------------- |
| 1956 | Folsom Prison Blues                               |               |
| 1970 | Jackson (mit June Carter Cash)                    |               |
| 1981 | The Baron (mit June Carter Cash und Marty Stuart) |               |
| 1983 | Johnny 99                                         |               |
| 1984 | Chicken in Black                                  |               |
| 1985 | Highwayman (mit The Highwaymen)                   | John Goodhue  |
| 1987 | Sixteen Tons                                      |               |
| 1987 | Let Him Roll (feat. Waylon Jennings)              |               |
| 1990 | Silver Stallion (mit The Highwaymen)              |               |
| 1991 | Goin’ by the Book                                 |               |
| 1994 | Delia’s Gone (feat. Kate Moss)                    | Anton Corbijn |
| 1994 | The Man Who Couldn’t Cry                          |               |
| 1995 | If He Came Back Again (mit The Highwaymen)        |               |
| 1996 | Rusty Cage                                        |               |
| 1998 | I Walk the Line (Revisited) (mit Rodney Crowell)  |               |
| 2002 | Hurt (mit June Carter Cash)                       | Mark Romanek  |
| 2003 | September When It Comes (mit Rosanne Cash)        |               |
| 2006 | God’s Gonna Cut You Down                          | Tony Kaye     |
| 2007 | Help Me                                           | Tony Kaye     |

## Statistik

### Chartauswertung
|                     | DE     | AT    | CH     | UK     | US     | Country           |
| ------------------- | ------ | ----- | ------ | ------ | ------ | ----------------- |
| Nummer-eins-Alben   | DE—DE  | AT1AT | CH1CH  | UK—UK  | US2US  | Country11Country  |
| Top-10-Alben        | DE4DE  | AT5AT | CH3CH  | UK8UK  | US6US  | Country33Country  |
| Alben in den Charts | DE15DE | AT8AT | CH11CH | UK26UK | US53US | Country103Country |

|                       | DE    | AT    | CH    | UK    | US     | Country           |
| --------------------- | ----- | ----- | ----- | ----- | ------ | ----------------- |
| Nummer-eins-Singles   | DE—DE | AT—AT | CH—CH | UK—UK | US—US  | Country11Country  |
| Top-10-Singles        | DE—DE | AT—AT | CH—CH | UK2UK | US1US  | Country49Country  |
| Singles in den Charts | DE2DE | AT—AT | CH2CH | UK7UK | US46US | Country124Country |

### Auszeichnungen für Musikverkäufe
| Land/RegionAuszeichnungen für Musikverkäufe (Land/Region, Auszeichnungen, Verkäufe, Quellen) | Silber       | Gold       | Platin       | Verkäufe    | Quellen                                                   |
| -------------------------------------------------------------------------------------------- | ------------ | ---------- | ------------ | ----------- | --------------------------------------------------------- |
| Australien (ARIA)                                                                            | —            | 3× Gold3   | 16× Platin16 | 597.500     | aria.com.au                                               |
| Brasilien (PMB)                                                                              | —            | Gold1      | —            | 30.000      | pro-musicabr.org.br                                       |
| Dänemark (IFPI)                                                                              | —            | 2× Gold2   | Platin1      | 85.000      | ifpi.dk                                                   |
| Deutschland (BVMI)                                                                           | —            | 3× Gold3   | Platin1      | 650.000     | musikindustrie.de                                         |
| Europa (IFPI)                                                                                | —            | —          | 2× Platin2   | (2.000.000) | ifpi.org (Memento vom 1. Januar 2014 im Internet Archive) |
| Irland (IRMA)                                                                                | —            | 2× Gold2   | 6× Platin6   | 105.000     | irishcharts.ie                                            |
| Italien (FIMI)                                                                               | —            | 2× Gold2   | —            | 50.000      | fimi.it                                                   |
| Kanada (MC)                                                                                  | —            | 3× Gold3   | 9× Platin9   | 685.000     | musiccanada.com                                           |
| Neuseeland (RMNZ)                                                                            | —            | 6× Gold6   | 13× Platin13 | 272.500     | aotearoamusiccharts.co.nz NZ2                             |
| Norwegen (IFPI)                                                                              | —            | Gold1      | —            | 20.000      | ifpi.no                                                   |
| Schweden (IFPI)                                                                              | —            | Gold1      | Platin1      | 170.000     | sverigetopplistan.se                                      |
| Schweiz (IFPI)                                                                               | —            | Gold1      | —            | 15.000      | hitparade.ch                                              |
| Spanien (Promusicae)                                                                         | —            | Gold1      | —            | 30.000      | elportaldemusica.es                                       |
| Vereinigte Staaten (RIAA)                                                                    | —            | 14× Gold14 | 26× Platin26 | 26.500.000  | riaa.com                                                  |
| Vereinigtes Königreich (BPI)                                                                 | 15× Silber15 | 12× Gold12 | 7× Platin7   | 6.110.000   | bpi.co.uk                                                 |
| Insgesamt                                                                                    | 15× Silber15 | 52× Gold52 | 82× Platin82 |             |                                                           |